# Alte Kirche (Helsinki)

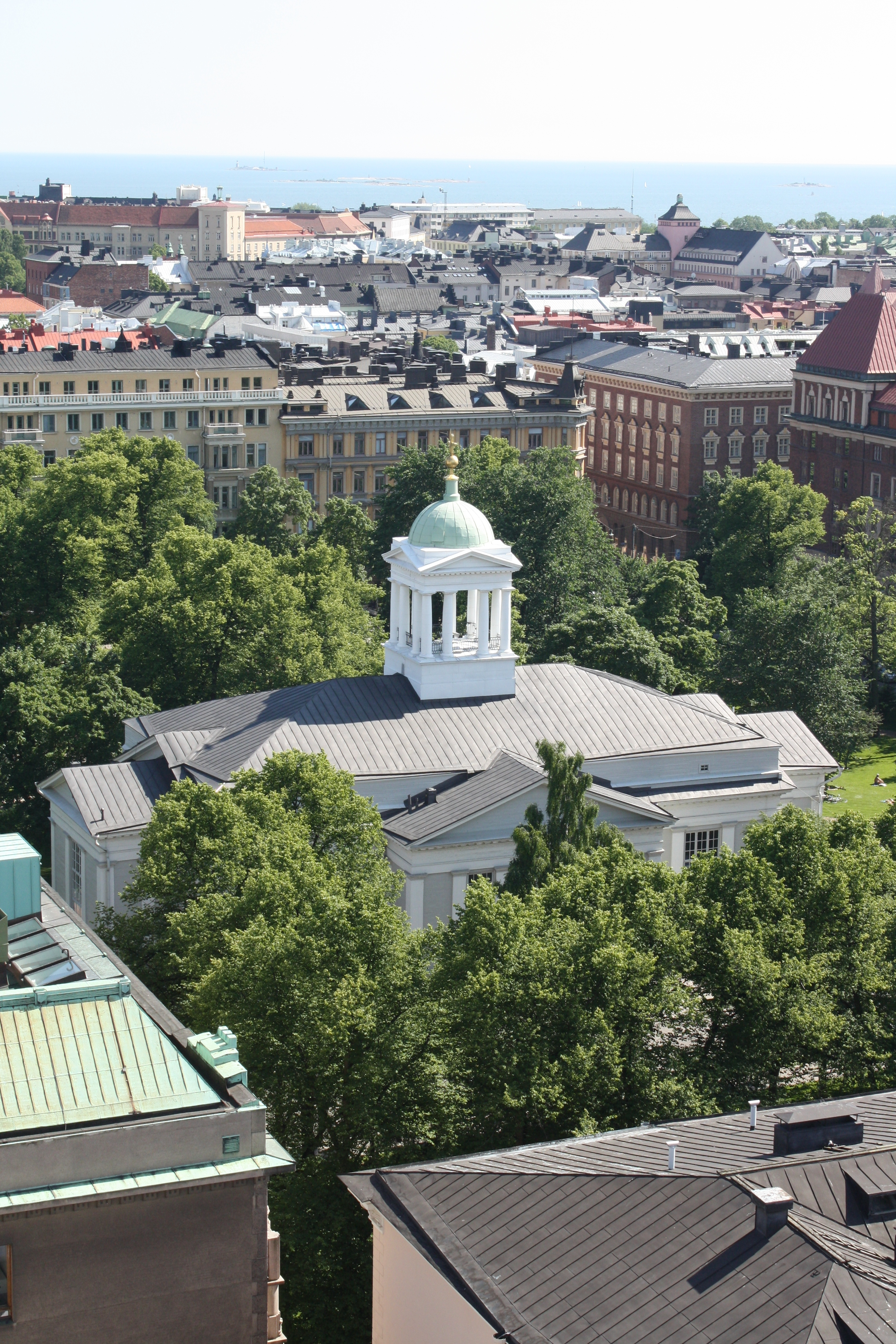
Die Alte Kirche

Die Alte Kirche (finn. Vanhakirkko, schwed. Gamla kyrkan) ist eine Kirche in der finnischen Hauptstadt Helsinki. Sie wurde 1824–1826 nach Plänen von Carl Ludwig Engel erbaut. Die Alte Kirche liegt an der Straße Bulevardi im Zentrum Helsinkis und wird von der evangelisch-lutherischen Domgemeinde Helsinki genutzt.
Die Alte Kirche ist ihrem Namen entsprechend der älteste erhaltene Kirchenbau im Zentrum Helsinkis (die älteste Kirche der Stadt ist die 1754 erbaute Kirche von Östersundom, die erst 2009 durch Eingemeindung zu Helsinki kam). Die Alte Kirche wurde als Ersatz für die Ulrika-Eleonora-Kirche, die 1827 dem neu errichteten Senatsplatz weichen musste, erbaut und sollte ursprünglich nur provisorisch bis zur Fertigstellung der Nikolaikirche (des heutigen Doms) bestehen bleiben. Daher wurde als Baumaterial Holz gewählt und auf die Anschaffung von Kirchenglocken verzichtet.
Die Alte Kirche ist im Stil des Klassizismus erbaut und hat einen kreuzförmigen Grundriss. Der Innenraum der Kirche bietet Platz für 1.200 Gottesdienstbesucher. Die Altartafel der Kirche wurde 1848 von Robert Wilhelm Ekman gemalt und war ursprünglich für die Nikolaikirche vorgesehen. Aus der 1827 abgerissenen Ulrika-Eleonora-Kirche wurden unter anderem die Kirchenbänke und die Kanzel in die Alte Kirche verlegt.
Zwischen der Alten Kirche und der Bulevardi-Straße liegt der sogenannte „Pestpark“ (Ruttopuisto / Pestparken), offiziell „Alter Kirchpark“ (Vanha kirkkopuisto / Gamla kyrkoparken). Dieser befindet sich an der Stelle eines alten Friedhofes und erhielt seinen Namen, weil hier im Jahr 1710 über eintausend Opfer einer verheerenden Pestepidemie bestattet wurden. Als auf dem Friedhof der Ulrika-Eleonora-Kirche 1770 der Platz ausgegangen war, wurde der Pestpark zum neuen Friedhof der Stadt Helsinki bestimmt. Nach der Fertigstellung des Friedhofs Hietaniemi im Jahr 1829 wurde der Friedhof der Alten Kirche in einen Park umgewandelt.